# Le Marquis s'amuse
Le Marquis s'amuse (Il marchese del Grillo) est un film italien réalisé par Mario Monicelli sorti en 1981.

## Synopsis
Le marquis Onofrio del Grillo est un noble romain du début du XIXe siècle, proche du pape Pie VII en tant que sediaro pontificio (porteur de la sedia gestatoria), tout en étant un ami des troupes d’occupation napoléoniennes de la ville de Rome. Amoral et libertin, il trompe son ennui en faisant de féroces plaisanteries aux dépens de son entourage. C’est ainsi qu’il introduit son sosie, charbonnier de son état, à sa place dans le palais familial, et ce, au grand dam de sa mère, bigote invétérée.
Mais, ses plaisanteries pourraient bien se retourner contre leur auteur.

## Fiche technique
- Titre original : Il marchese del Grillo
- Réalisation : Mario Monicelli
- Assistants réalisateurs : 1) Amanzio Todini / 2) Antonio De Feo
- Scénario : Leonardo Benvenuti, Piero De Bernardi, Mario Monicelli, Tullio Pinelli et Alberto Sordi, d'après l'histoire de Bernardino Zapponi, Leo Benvenuti, Piero De Bernardi, Tullio Pinelli et Mario Monicelli
- Directeur de la photographie : Sergio D'Offizi
- Cadreurs : Sandro Tamborra, Giuseppe Bernardini
- Musique : Nicola Piovani
- Montage : Ruggero Mastroianni
- Décors : Lorenzo Baraldi
- Costumes : Piero Tosi et Alberto Verso
- Ingénieur du son : Alberto Doni
- Producteur : Luciano De Feo
- Sociétés de production : Opera Film Produzione (Rome), Gaumont (Paris)
- Société de distribution :  Italie Gaumont Italia ;  France Gaumont
- Genre : Comédie
- Durée : 135 minutes
- Pays : Italie et France
- Dates de sortie : 
  - Italie : 23 décembre 1981
  - France : 29 septembre 1982

## Distribution
- Alberto Sordi : le marquis Onofrio Del Grillo / le charbonnier Gasperino, son sosie
- Caroline Berg : la chanteuse d'opéra Olimpia Martin, la maîtresse française du marquis
- Andrea Bevilacqua (it) (doublé par Frabrizio Manfredi : Pompeo
- Riccardo Billi : Aronne Piperno
- Isabella De Bernardi : la fille de Gasperino le charbonnier
- Elisa Mainardi : la femme de Gasperino
- Flavio Bucci : le chef des brigands et prêtre défroqué Fra Bastiano
- Giorgio Gobbi (it) : Ricciotto, le domestique du marquis
- Cochi Ponzoni (it) : le comte Rambaldo, le beau-frère du marquis
- Marc Porel : le capitaine Blanchard
- Paolo Stoppa : le Pape Pie VII
- Camillo Milli : le cardinal secrétaire pontifical
- Leopoldo Trieste : le chapelain Don Sabino
- Marina Confalone : Camilla del Grillo, la sœur du marquis
- Isabelle Linnartz : Genuflessa Del Grillo, la cousine du marquis
- Elena Daskowa Valenzano : la marquise Del Grillo, la mère du marquis
- Pietro Tordi : Monseigneur Terenzio del Grillo, l'oncle du marquis
- Angela Campanella : Faustina, la jeune amante du marquis
- Elena Fiore : Anita, la mère de Faustina
- Tommaso Bianco : l'administrateur de del Grillo
- Gianni Di Pinto : Marcuccio, l'amant de cœur de Faustina
- Jacques Herlin : Le commandant français Étienne Rabet
- Salvatore Jacono : Bargello, le maréchal de la gendarmerie papale
- Ivan De Paolo : Hermes, dans l'opéra
- Renzo Rinaldi : Bacchus, dans l'opéra
- Nicola Di Marzio : le garçon sur la charrette
- Ettore Geri : le prêtre à l'exécution
- Salvatore Biondo : le moine
- Mimmo Poli : l'aubergiste
- Anna Longhi : une fille du peuple sur le Tevere
- Alfredo Cohen
- Sandro Signorini
- Bruno Rosa
- Giuseppe Fumelli